# 博罗特
博罗特（17世纪？—1654年），博尔济吉特氏，浩齐特部人，清朝蒙古王公，蒙古察哈尔大汗打来孙的玄孙，昆都力庄兔台吉的曾孙，奇塔特昆杜棱额尔德尼车臣楚琥尔的儿子。首任扎萨克额尔德尼郡王。
博罗特号称额尔德尼，为了躲避察哈尔林丹汗的侵扰，依附喀尔喀车臣汗硕垒。崇德二年（1637年），归附清朝。崇德三年（1638年），出征喀尔喀札萨克图汗。顺治元年（1644年），向清朝献马。顺治三年（1646年），封为札萨克多罗贝勒，保留额尔德尼之号。顺治七年（1650年），晋封多罗郡王，掌管左翼。